# Manöver des letzten Augenblicks
Das Manöver des letzten Augenblicks bezeichnet ein Manöver im Bereich der Schifffahrt zur Vermeidung einer Kollision.
Bei Kollisionskurs zwischen zwei Wasserfahrzeugen (Kurshalter und Ausweichpflichtiger) muss der Schiffsführer des nicht ausweichpflichtigen Schiffs (der Kurshalter) mit dem Manöver des letzten Augenblicks versuchen, eine mögliche Kollision zu verhindern beziehungsweise die Folgen (Schäden) der Kollision möglichst gering zu halten. Zuvor sollte der Kurshalter noch fünf kurze Töne mit der Pfeife geben, um den Ausweichpflichtigen auf seine Ausweichpflicht hinzuweisen, und ihn dabei genau beobachten.
Zu erfolgen hat das Manöver des letzten Augenblicks entsprechend den Kollisionsverhütungsregeln (KVR) Regel 17b durch den Kurshalter spätestens dann, wenn das ausweichpflichtige Schiff durch ein eigenes Manöver alleine eine Kollision nicht mehr verhindern kann. Das Manöver kann bzw. soll aber, gedeckt durch die Regel 17a der KVR, durchaus eher eingeleitet werden.
Das Manöver des letzten Augenblicks erfolgt in aller Regel derart, dass der Kurshalter das eigene Schiff in die gleiche Fahrtrichtung und auf Parallelkurs zum Schiff des Ausweichpflichtigen steuert.
Im Normalfall wird der verantwortliche Schiffsoffizier die Kurse der umliegenden Schiffe regelmäßig beobachten und gegebenenfalls rechtzeitig den eigenen Schiffskurs oder die eigene Geschwindigkeit so ändern, dass eine gefährliche Annäherung zu anderen Schiffen vermieden wird. Dazu werden die Kurse der anderen Schiffe laufend gepeilt. Erst bei einer stehenden Peilung wird rechtzeitig reagiert, das heißt Kurs oder Geschwindigkeit geändert.